# Jw cad
Jw_cadは、2次元汎用CADアプリケーションソフトウェア。
名称の由来は、清水治郎の「治郎」のヘボン式ローマ字表記の頭文字「J」と、田中善文が建築技術雑誌にポケットコンピュータ用の構造計算プログラムを投稿していたペンネーム「悪文（わるふみ）」のローマ字表記の頭文字「W」に由来している。

## 概要
PC-9801、PC/AT互換機のMS-DOSで動作する2次元汎用CAD。jw_software_club（清水治郎、田中善文、岡野輔仁）が開発した。後に登場したWindows版と区別するため、「JWC」「JW_DOS」「DOS版」などと呼ばれる。
開発初期はドラフター・製図板の延長としての汎用CADを目指していたが、多くのユーザーの意見を取り入れて原型ができあがった。その後、NIFTY-Serveの建築フォーラム (FARCHI) で公開された。現役の建築士が開発に参加していること、フリーウェアであることと、ワンキー操作で画面表示を切替えることができるなど、当時の他のCADアプリケーションソフトウェアにはみられない軽快な操作性が多くの設計者に受け入れられ、中小の設計事務所に建築CADとして普及した。価格が数十万円する市販ソフトよりも操作性がよく、パソコン通信でサポートされる点が優秀とされ、1993年末に「建築知識」の別冊特集号としてJw_cadを収録したムックが4万部の出荷を記録した。この事態に脅威を感じたCADソフトメーカーの申し入れで、1994年3月10日に日本パーソナルコンピュータソフトウェア協会（現社団法人コンピュータソフトウェア協会）でフリーソフト検討小委員会が設けられ、市販のCADソフトメーカーからの出席者によってJw_cadについて意見が交わされた。
建築用以外にも電気や水道など施工図を必要とする業界にも普及した。また市販の積算見積システムや資材の拾い出しソフトもJw_cadに対応するようになった。
30年近く前に開発されたソフトであるが、平面図のみであれば業務に十分な性能があるとして大手企業でも利用されている。

## DOS版
JW_CADで扱える図面ファイル形式はJWC及びDXF。JWCは仕様が公開されているため、多くのCADや関連ソフトで読込、保存が可能になっている。JWC形式はVer1とVer2がある。Ver1はJW_CAD1.57未満の形式だが、現在ほとんど使われていない。ハードウェア上の制約により座標データを単精度実数のMicrosoft-CのAlternate演算ライブラリにより演算しているため、JWC形式のデータを倍精度実数で扱うCADで読み込むとわずかながら数値の誤差が発生する。
1999年1月にリリースされたVer2.22Hで開発は終了し、以後はWindows版に開発が移行している。2006年現在、最新のハードウェア、OS下で使用する場合はセットアップにかなりの苦労を要し、大きな図面ファイルが読み込めない、画面が小さく表示されるなどの不具合が発生する事がある。多くはDOSの制約のためである。しかし比較的古いハードウェアでも問題なく動作することと、Windows版よりも動作が軽快なことから、開発終了から数年は使用されていた。

## Windows版
Windows用2次元汎用CAD。フリーウェア。Jiro Shimizu、Yoshifumi Tanakaが開発している。名称はバージョン3.51Cまでは「Jw_cad for Windows」、バージョン4.00以降は「Jw_cad」である。DOS版と区別するため、ユーザー間では「JWW」「Jw_win」「Windows版」などの呼称がとられる。仕様はWebサイトで公開されている。Windows版で扱える図面ファイル形式はJWC、JWW、DXF、SXF、P21でJWWが基本形式。複数のバージョンが存在し、新しいバージョンのファイルを古いバージョンで読み込むことはできない。この場合特にエラーメッセージは表示されない。またJWWの普及率の高さを表すように市販CADの中にはJWWのデータの読み書きが出来る物も多い。
1997年7月1日にVer0.01が配信されたものの、初期はDOS版がWindows上で問題なく動作した事から開発は緩やかだった。DOS版の開発が終了した1999年から開発が活発化し、2000年1月1日にVersion 1.00が発表された。DOS版の軽快な操作性を継承し、バージョンアップを重ねるごとに、時計の文字盤を模した操作メニュー「クロックメニュー」の実装や図面データの倍精度浮動小数点数化、面図形、天空図作成など多くの機能が付加・改良された。Version 8.00からはWindows 8シリーズのタッチパネル操作にも対応した一方でXP以前のOSには非対応になった。Version8.10よりMicrosoft社のSurface Dialに対応している。Surface Dial対応にはH.Miyanishi氏がDLLを提供している。(http://www.jwcad.net/copyright.htm)
この他に外部変形という拡張機能を備えており、これによって様々な付加機能が得られる。フリーソフトゆえにネット上には膨大な「外部変形」が蓄積されておりJw_cadのもっとも魅力的なポイントのひとつになっている。その主なタイプを3点に絞ってまとめると以下の通りである。
1. 画面上に迅速に作図するタイプ　　→　（例）木造平面図の描画
2. 画面上のデータを集計するタイプ　→　（例）図面上の文字列と線長さを検索し個数と長さを集計
3. 画面とは関係なく裏で自動計算　　→　（例）鉄骨二次部材などの断面算定

### バージョン
- Version 0.01：1997年7月1日（テスト版）
- Version 1.00：2000年1月1日
  - Version 1.10：同年3月5日
  - Version 1.20：同年5月23日
- Version 2.00：2000年8月13日
  - Version 2.10：同年9月14日
  - Version 2.20：2001年5月4日
  - Version 2.30：2002年1月1日
  - Version 2.40：同年4月30日
  - Version 2.50：同年8月17日
- Version 3.00：2003年1月1日 - 同日に施行された改正建築基準法第56条第7項の天空率制度に対応。
  - Version 3.10：同年4月8日
  - Version 3.50：同年9月28日
- Version 4.00：2004年1月3日
  - Version 4.10：2005年8月22日
  - Version 4.20：同年11月4日
- Version 5.00：2006年1月1日
  - Version 5.10：同年11月24日（評価版）
  - Version 5.20：2007年9月20日
- Version 6.00：2007年11月5日 - ユーザーで自由に構成を変更できる「ユーザーツールバー」を搭載。
  - Version 6.10：2008年9月13日
  - Version 6.20：2009年1月31日
- Version 7.00：2010年1月1日 - このバージョンからWindows 9x系およびWindows NT 4.0系以前のWindowsが非対応になった。
  - Version 7.10：2012年1月1日 - 「SPEED」フォーマットに対応。これはShadeを中心とする日本の建築CADメーカー10社による「SPEEDフォーマット評議会」が提唱したもので、建築CAD共通3Dフォーマットとしての普及が予定されていた。
- Version 8.00：2015年1月12日[4] - Direct2Dを採用し、GPUを利用したハードウェアアクセラレーションに対応。Windows 8.0をタブレットPCなどで利用した際のタッチ操作に対応。このバージョンからWindows XP以前に非対応。
  - Version 8.01：2016年2月28日 - 4kなどの高dpi環境に対応。
  - Version 8.02：2017年2月5日
  - Version 8.03a ：同年5月14日
  - Version 8.10 ：2019年5月6日 - 埋め込み文字「令和」に対応。
  - Version 8.10b : 同年5月21日
  - Version 8.20 : 2020年10月4日
  - Version 8.25 : 2022年4月4日
  - Version 8.25a : 同年4月10日
- Version 10.01 : 2025年6月21日[5] - Unicode(UTF-16)対応のためのアップデート。DXF形式(2010)の出力・読み込みに対応。
  - Version 10.01.1 : 同年6月26日
  - Version 10.01.2 : 同年7月20日